# Міграція хімічних елементів
Міграція хімічних елементів (рос. миграция элементов, англ. element migration; нім. Elementenverschiebung f) — природний процес переміщення хімічних елементів у земній корі та на її поверхні під дією геохімічних (фізико-хімічних) чинників, що призводить як до їхнього розсіяння, так і концентрації.
Відбувається у розплавах, водних та твердих розчинах, флюїдах, газах та у грубодисперсній формі.
Міграція елементів визначається властивостями самих атомів, переважно їх зовнішніх електронів і, меншою мірою, ядер, а також фізико-хімічними умовами (температурою, тиском, рН і т. д.). Причина міграції елементів — безперервна зміна фізико-хімічних умов середовища. Міграція може відбуватися у вигляді вільних атомів (інертні гази, пари ртуті), молекул (азот, кисень, вуглекислий газ), простих і комплексних йонів, золей колоїдних розчинів. Особливе значення у земній корі має водна міграція.
Розрізняють зовнішні та внутрішні фактори цієї міграції. До зовнішніх належать температура, тиск, значення рН та Eh, концентрація елементів, властивості хімічних зв'язків, явища гідратації, гравітаційні властивості. До внутрішніх належать властивості самих елементів (валентність, розмір йонів та молекул, будова електронної оболонки, потенціал іонізації, спорідненість до електрона та ін.).